# Dom Eskenów
Dom Eskenów (nazywany także Czerwonym Spichlerzem) – kamienica gotycka, znajdujący się przy ul. Łaziennej 16 w Toruniu. Obecnie siedziba Muzeum Historii Torunia.
Dom Eskenów sąsiaduje bezpośrednio z kamienicą, w której obecnie mieści się toruńska kuria biskupia.

## Historia
Przypisuje się, że budowniczym gmachu był budowniczy miejski Andrzej. Pierwszym właścicielem budynku była rodzina Hütfeldów. Na pocz. XVI wieku kamienicę kupiła rodzina Eskenów, reprezentująca toruńskich patrycjuszy. Eskenowie mieszkali w budynku przez ok. 200 lat. W 1703 roku kamienicę kupił Samuel Schiedler. W następnych latach kamienicę kupowały kolejne osoby. W 1844 roku firma L. Damman i Korder podjęła decyzję o przebudowie gmachu. Podczas remontu usunięto część gotyckich i renesansowych detali, zmieniono układ kondygnacji oraz wygląd otworów okiennych. Dom Eskenów stał się klasycystycznym spichlerzem zbożowym. W latach 80. XX wieku roku budynek wyremontowano i adaptowano na potrzeby Muzeum Historii Torunia.

## Architektura
Do dzisiaj zachowały się oryginale elementy konstrukcyjne, m.in. renesansowe polichromie zdobiące strop, pochodzące z końca XVI wieku, unikatowa wnęka umywalkowa w sieni, fragment ściany z zachowanymi śladami sklepienia izby bocznej, tynkowane na biało wnęki na elewacji zachodniej, gdzie wcześniej znajdowały się okna, a także renesansowy portal pochodzący z ok. 1600 roku, z inicjałami Franciszka Eskena i kartuszem herbowym rodu Eskenów. Twórcą portalu był prawdopodobnie gdański artysta Willem van den Blocke. Zachowały się również dębowe drzwi przedstawiające sceny z przypowieści o synu marnotrawnym. Drzwi znajdują się obecnie w Ratuszu Staromiejskim.

## Muzeum Historii Torunia
Od 1990 roku w Domu Eskenów mieści się Muzeum Historii Torunia. Stałą wystawą Muzeum jest prezentacja Toruń i jego historia, przedstawiająca dzieje miasta od początków osadnictwa po czasy współczesne oraz życie codzienne torunian. Na parterze zaprezentowano czasy prahistoryczne i średniowieczne, na pierwszym piętrze czasy nowożytne, na drugim piętrze wydarzenia z XIX i XX wieku. W podziemiach Muzeum Historii Torunia mieszczą się trzy sale edukacyjne.

## Galeria

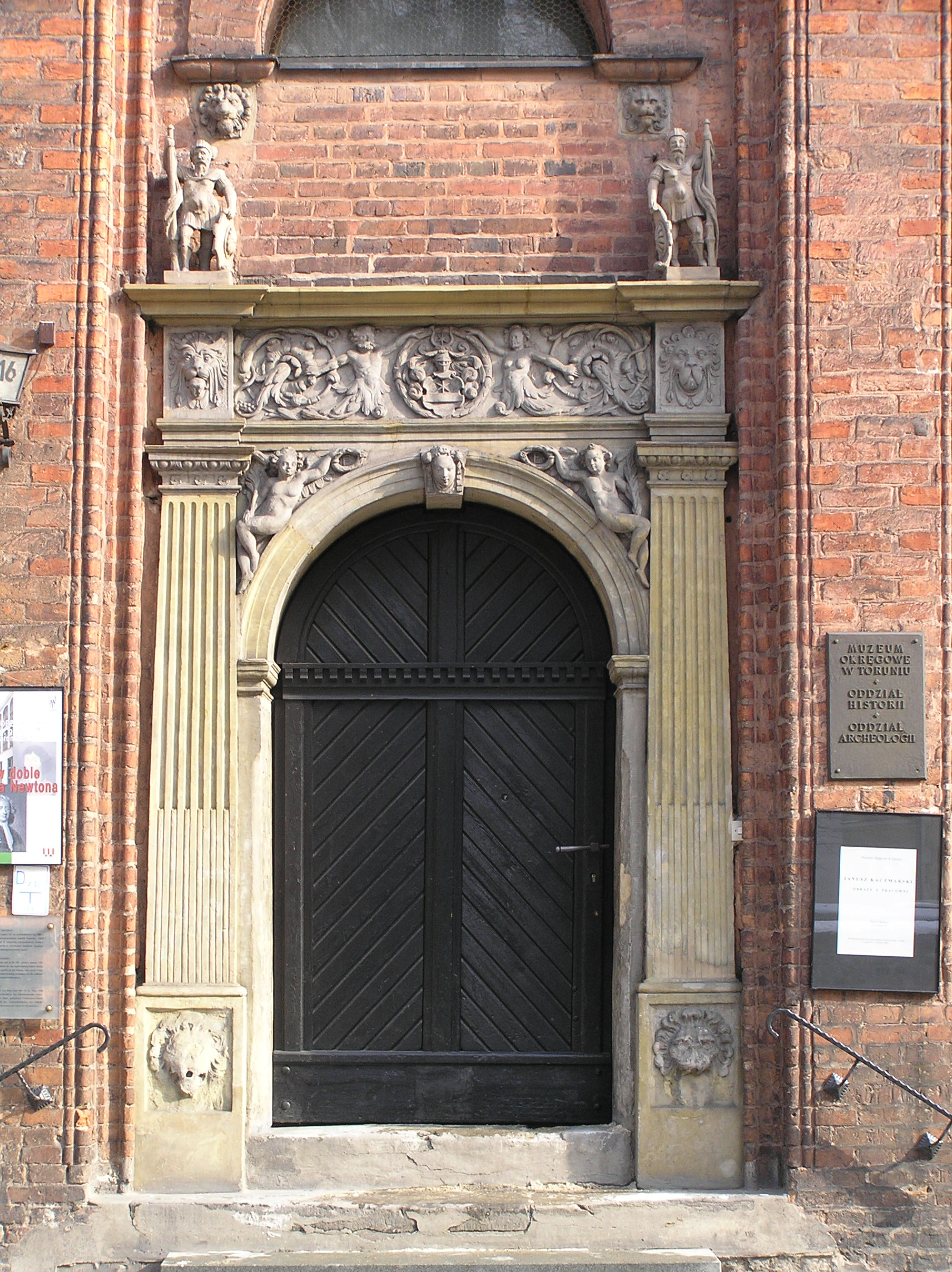
Portal z herbem Esken
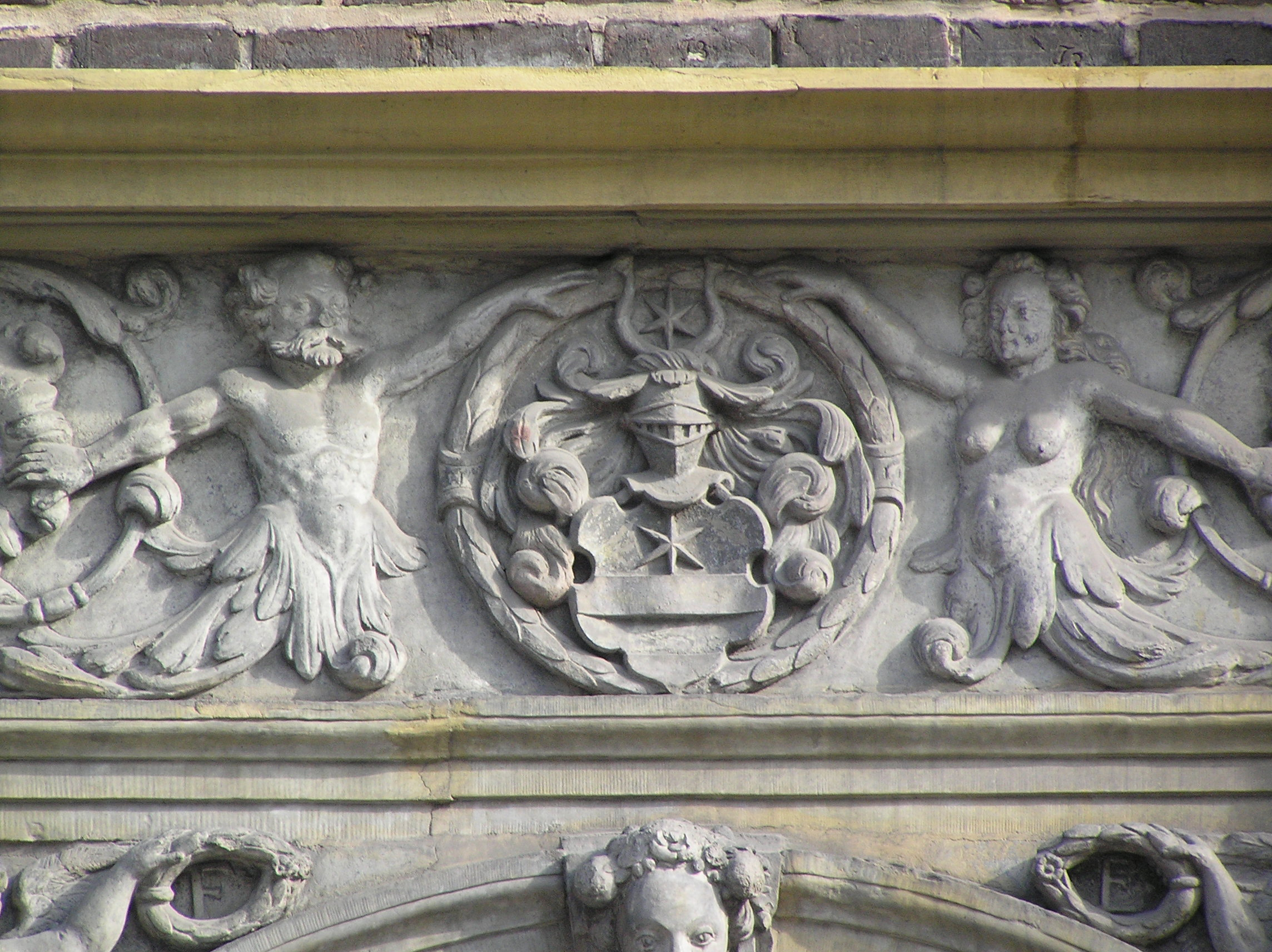
Fryz  z herbem Esken